# Dui Dallta Dedad
Dui Dallta Dedad (i.e: « pupille de Deda mac Sin» ), fils de Cairpre Lusc, fils de Lugaid Luaigne, est selon les légendes médiévales et la tradition pseudo-historique irlandaise un Ard ri Erenn.

## Règne
Dui Dallta Dedad prend le pouvoir après avoir tué son prédécesseur Congal Cláiringnech, qui était également l'assassin de son grand-père. Il règne 10 ans avant d'être lui aussi tué par Fachtna Fáthach, un petit-fils de Rudraige mac Sithrigi, lors de la bataille d' Árd Brestine.
Le Lebor Gabála Érenn synchronise son règne avec celui de Ptolémée XII Aulète (80-51 av J.-C.) en Égypte et la Guerre civile entre Jules César et Pompée dans la République romaine (49 av. J.-C.) . La chronologie de Geoffrey Keating Foras Feasa ar Éirinn attribue comme dates à son règne 120-110 av. J.-C. et les Annales des quatre maîtres de 169 à 159 av. J.-C..

## Source
- (en) Cet article est partiellement ou en totalité issu de l’article de Wikipédia en anglais intitulé « Dui Dallta Dedad » (voir la liste des auteurs), édition du 31 mars 2012.